# Красимир Вардиев
Красимир Вардиев е български поет.

## Биография и творчество
Роден е в Белослав през 1978 г. Завършва Шуменския университет „Епископ Константин Преславски“. В периода 1998 – 2006 г. е носител на дванадесет литературни награди от национални конкурси, съответно за поезия, проза и критика.
През същия период е съорганизатор и участник в акцията „Улична позия“, инсталации и пърформанси, заедно с литературен клуб „Боян Пенев“ и артгрупа „Завой“.
Дебютната му стихосбирка „Бордюр“ излиза през 2000 г. чрез конкурс на „Свободно поетическо общество“. През 2001 г. книгата получава наградата „Южна пролет“. Отличен е с втора награда в конкурса за Кратка проза (2005), организиран от LiterNet & Erunsmagazine. Втората му стихосбирка „Симбиоза“ излиза през 2007 г., чрез конкурс на отдел „Култура“ на община Шумен. Третата му поетична книга „П(л)есен“ излиза в края на 2013 г. Негови текстове са включени в антологията на българската поезия „Сезонът на деликатния глад“, излязла в САЩ. Носител е на наградата за култура на Община Шумен за 2014 година. Четвъртата му книга „С(р)амота“ излиза през 2016, а през 2017 е удостоена с наградата „Иван Николов“.
Негови текстове излизат през годините в „Литературен вестник“, „Литературен форум“, „Ах, Мария“, „Съвременник“, „Северняк“, „Златоструй“ и сборниците „Невербална комуникация“ и „Наопаки“.

## Произведения
- „Бордюр“ (2000)
- „Симбиоза“ (2007)
- „П(л)есен“ (2013)
- „С(р)амота“ (2016)